# 丹特·罗西
丹特·罗西（義大利語：Dante Rossi，1936年8月28日—2013年3月15日），意大利男子水球运动员。他曾代表意大利参加1960年和1964年夏季奥林匹克运动会水球比赛，分别获得金牌和第四名。